# Specifik vikt
Specifik vikt (eller relativ densitet eller specifik densitet) är en dimensionslös kvantitet definierad som kvoten mellan två ämnens densiteter, och används när man är intresserad av storleksförhållandet mellan densiteter snarare än absoluta värden. I samband med gaser används ofta luftens densitet som referens, i samband med vätskor används ofta vattnets.
Specifik vikt avser därför ofta kvoten mellan densiteten av ett ämne och densiteten av vatten när båda har samma temperatur.  Ämnen med en specifik vikt större än 1 är tyngre än vatten av samma temperatur, och de med en specifik vikt mindre än 1 är lättare.
Vattnets densitet varierar med temperatur och tryck, och vanligtvis anges den specifika vikten vid 4 °C och vid normalt tryck av 1 atm. I detta fall är vattnets densitet lika med 1000 kg / m3.
I många texter används specifik vikt som synonym till densitet och tidigare var detta kanske giltigt, men inte idag med den nu angivna definitionen för specifik vikt. På engelska används för specifik vikt, såsom begreppet definierats här, termen specific weight eller relative density.
För vetenskapliga ändamål rekommenderas att i stället för specifik vikt använda det i ISO 31 definierade begreppet densitet, bland annat eftersom det då är tydligt att det är ämnets massa i förhållande till volym som avses.